# タノン・ビダヤ
タノン・ビダヤ（タノン・ピタヤ、ทนง พิทยะ、1947年7月28日 - ）は、タイ王国の政治家、経営学博士。財務大臣や、商務大臣、タイ国際航空会長、タイ軍人銀行頭取、アサンプション大学経営大学院院長などを歴任した。旭日大綬章受章。

## 人物・経歴
タイ王国スパンブリー県の貧しい家に生まれる。国費外国人留学生制度で日本に留学し、1970年横浜国立大学経済学部卒業。宮崎義一などに師事。その後フォード財団奨学金を得てノースウェスタン大学ケロッグ経営大学院に留学し、1971年ノースウェスタン大学経済学修士。1973年世界銀行研究員。1978年ノースウェスタン大学経営学博士、国立発展行政大学院ビジネススクール准教授。2004年横浜国立大学名誉博士。
1997年にアジア通貨危機が発生するとタイ王国財務大臣に就任し、バーツの変動相場制への移行を行った。2001年タイ王国商工会議所代表、タイ王国内閣経済顧問審議会副委員長、タイ王国国家社会経済開発審議会委員長。2002年タイ国際航空会長。2004年旭日大綬章受章。2005年タイ王国商務大臣。同年財務大臣。2007年リー・クアンユー公共政策学院客員教授、横浜国立大学客員教授、アジア開発銀行研究所客員研究員。2008年シナワトラ大学客員教授。アサンプション大学経営大学院院長、タイ軍人銀行頭取、タイ国立開発行政研究院名誉教授等も歴任した。